# Ezili Dantor

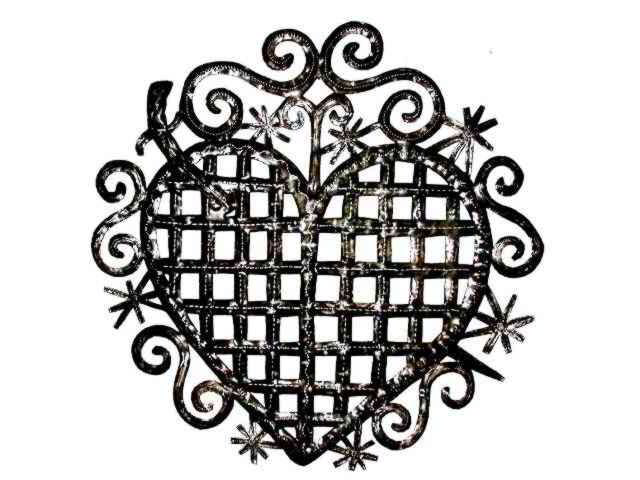
Vevè d'Ezilí Dantor

Ezilí Dantor o Erzulie Dantó és el principal loa (o lwa) de la família Petro al vodú haitià.

## Adoració
Els dimarts són els dies reservats per adorar Ezili Dantor, pràctica que normalment fa el devot en solitari davant d'un altar identificat amb els colors blau, verd i vermell. Els sacrificis més recurrents consisteixen en mostres de crema de cacau, joies (especialment anells daurats) i Aigua de Florida. Per al seu aniversari, el principal sacrifici és, normalment, un porc salvatge.

## Ezili Dantor i la revolució haitiana

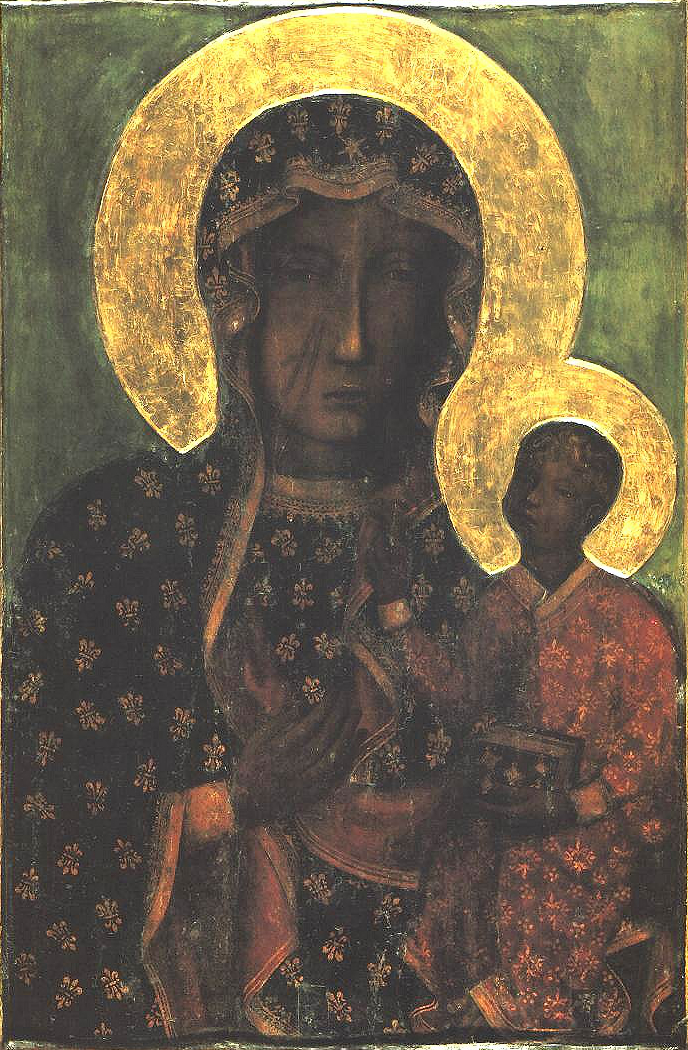
Mare de Déu Negra de Częstochowa

Es diu que la revolta dels esclaus de 1791 va començar amb un pacte que va seguir una gran festa en honor a Ezili Dantor. Per aquest motiu se la considera el loa nacional. Tot i ser la loa de la venjança i la ràbia, es va fer molt popular entre les mares fadrines durant les dècades de 1980 i 1990 a Haití i República Dominicana .
La representació moderna sincrètica d'aquesta loa s'associa a la Mare de Déu Negra de Częstochowa, la patrona de Polònia. La hipòtesi que l'associació original d'Ezili Dantor amb aquesta icona catòlica prové de les còpies de la icona portades a Haití pels soldats polonesos enviats per ordre de Napoleó Bonaparte, per sotmetre la revolució haitiana. Segons s'explica, aquests soldats van veure la lluita de la nació polonesa durant les particions de Polònia en la lluita dels esclaus haitians per la seva llibertat i, com a resultat, els soldats polonesos finalment es van sublevar contra l'exèrcit francès per unir-se als esclaus haitians. Com a conseqüència d'aquesta acció, durant la massacre de Jean-Jacques Dessalines de 1804, que va tenir lloc poc després de la victòria haitiana, els polonesos van sobreviure i se'ls va concedir la ciutadania de la recentment fundada República d'Haití. Els descendents d'aquests soldats encara viuen a l'illa, concretament a la localitat de Cazale.
Una concepció errònia generalitzada sobre Ezilí Dantor és associar el loa amb la maternitat, sobretot en el vodú de Louisiana i altres assimilacions modernes americanes d'aquesta religió. Això es deu, principalment, a la seva associació amb un retrat de la Mare de Déu amb el nen Jesús. La lectura moderna acurada dels relats haitians dels sacerdots i adoradors vudú de l'illa, associa el nen Jesús vestit de rosa amb Ezilí Freda, el germà petit d'Ezilí Dantor, que també és responsable de deixar dues cicatrius a la galta de Dantor durant una baralla per l'amor d'Ogun.